# 달러 제너럴
달러 제너럴(Dollar General, 정식 명칭: 달러 제너럴 코퍼레이션, Dollar General Corporation)은 테네시주 굿레츠빌(Goodlettsville)에 본사를 둔 미국 본토의 잡화점 체인이다. 2023년 10월 2일 현재 달러 제너럴은 미국 본토와 멕시코에서 19,414곳의 매장을 운영하고 있다.
이 회사는 1939년 제임스 루터 터너(James Luther Turner)와 칼 터너(Cal Turner)가 소유한 켄터키주 스코츠빌에 있는 J.L. 터너 앤 선(J.L. Turner and Son)이라는 가족 소유 기업으로 시작되었다. 1955년에 이름이 달러 제너럴 코퍼레이션(Dollar General Corporation)으로 바뀌었고 1968년에 회사는 뉴욕 증권 거래소에 상장되었다. 포춘 500 기업은 1999년에 달러 제너럴을 선정했으며 2020년에는 112위에 올랐다. 달러 제너럴은 2019년 매출이 약 270억 달러에 달하는 미국 시골에서 가장 수익성이 높은 매장 중 하나로 성장했다.